# فریب (فیلم ۱۹۹۹)
فریب (به ایتالیایی: Il gioco) فیلمی ایتالیایی در ژانر معمایی است که در سال ۱۹۹۹ منتشر شد.